# Gesetz über flüchtige Straftäter und Rechtshilfe in Strafsachen
Der Entwurf für ein Gesetz über flüchtige Straftäter und Rechtshilfe in Strafsachen (chinesisch 2019年逃犯及刑事事宜相互法律協助法例（修訂）條例草案, englisch Fugitive Offenders and Mutual Legal Assistance in Criminal Matters Legislation (Amendment) Bill 2019) (Kap. 503) in Bezug auf besondere Übergaberegelungen und die Verordnung über die gegenseitige Rechtshilfe in Strafsachen (Kap. 525), sieht vor, dass Vereinbarungen über die gegenseitige Rechtshilfe zwischen der chinesischen Sonderverwaltungszone Hongkong und jedem Ort außerhalb Hongkongs getroffen werden können. Das Gesetz wurde von der Regierung Hongkongs im Februar 2019 vorgeschlagen und im September desselben Jahres zurückgezogen. Es sieht vor, einen Mechanismus für die Verbringung von Flüchtlingen nicht nur für Taiwan, sondern auch für Festlandchina und Macau einzuführen, die nicht durch die geltenden Gesetze abgedeckt sind.
Die Einführung des Gesetzes löste bei Anwälten, Journalistenorganisationen, Geschäftsgruppen und ausländischen Regierungen im In- und Ausland breite Kritik aus, da sie eine weitere Erosion des Rechtssystems Hongkongs und seiner integrierten Garantien befürchteten und das Geschäftsklima Hongkongs beeinträchtigten. Sie waren besorgt über die erhöhte Gefahr, dass Hongkonger Bürger und Ausländer, die durch die Stadt reisen, zum Prozess nach Festlandchina geschickt werden könnten, wo die Gerichte unter chinesischer politischer Kontrolle stehen. Die Behörden in Taipeh erklärten, dass Taiwan nicht damit einverstanden sei, Verdächtige aus Hongkong auszuliefern, mit der Begründung, dass taiwanische Bürger in Hongkong einem größeren Risiko ausgesetzt seien, im Rahmen des Gesetzesvorschlags an das chinesische Festland ausgeliefert zu werden, und schlugen vor, dass die Gesetzgebung politisch motiviert sei. Die Eile der Regierung Hongkongs, die Gesetzgebung zur Auslieferung umzusetzen, führte auch zu einem Präzedenzfall für Verfahrensgarantien im Legislativrat.
Am 23. Oktober 2019 wurde der Gesetzentwurf offiziell von Carrie Lam zurückgezogen. Am selben Tag wurde auch Chan Tong-kai (陳同佳) der mutmaßlicher Täter eines Beziehungsmords an Amber Poon (潘曉穎), dessen Tat der Kristallisationspunkt des Gesetzes war, aus dem Gefängnis in Hongkong entlassen.